# Озеро любові 2
«Озеро любові 2» або «Місце під назвою Правда» (англ. A Place Called Truth) — американський фільм 1998 року.

## Сюжет
Юна Ліззі заручена з молодим чоловіком із заможної родини. На честь заручин батьки подарували їй чудовий червоний автомобіль. Але вона закохується у звичайного ковбоя Кайла, який працює на батьковому ранчо. Батько забороняє молодому чоловіку навіть близько підходити до своєї дочки. Але Ліззі потайки від батьків проводить з Кайлом романтичну пристрасну ніч кохання. Дізнавшись про це, батько приходить в лють, і Кайл безслідно зникає. Але Ліззі не може змиритися з втратою любові і тікає до Нового Орлеану щоб уникнути небажаного шлюбу.

## У ролях
| Актор           | Роль      |
| --------------- | --------- |
| Оді Інгленд     | Ліззі     |
| Кріс Браунінг   | Кайл      |
| Брайон Джеймс   | Генк      |
| Жаклін Ловелл   | Рита      |
| Джозеф Віпп     | шериф Рой |
| Ентоні Аддаббо  | Біллі     |
| Кіра Рід Лорш   | Кіт       |
| Гізер Сазерленд | Келлі     |
| Валері Перрін   | Естель    |
| Джон Енос III   | Голден    |
| Джинджер Вест   | Вайлет    |